# ميتشيل أموندسين
ميتشيل أموندسين (بالإنجليزية: Mitchell Amundsen)‏ هو مصور سينمائي أمريكي، ولد في 31 مايو 1958 في سان فرانسيسكو في الولايات المتحدة.

## وصلات خارجية
- الموقع الرسمي
- ميتشيل أموندسين على موقع IMDb (الإنجليزية)
- ميتشيل أموندسين على موقع ألو سيني (الفرنسية)
- ميتشيل أموندسين على موقع أول موفي (الإنجليزية)
- ميتشيل أموندسين على موقع قاعدة بيانات الأفلام السويدية (السويدية)
- ميتشيل أموندسين على موقع قاعدة بيانات الفيلم (الإنجليزية)
- ميتشيل أموندسين على موقع كينوبويسك (الروسية)